# Уманець Андрій Миколайович
Уманець Андрі́й Микола́йович (* 1976) — український військовослужбовець, підполковник Збройних Сил України, учасник російсько-української війни.

## З життєпису
В часі війни брав безпосередню участь в плануванні та залучався до проведення операцій по визволенню населених пунктів захоплених незаконними збройними формуваннями. Як то: Красний Лиман, Ямпіль, Миколаївка, Семенівка, Слов'янськ, Дебальцеве, Шахтарськ, Нижня Кринка. Залучався до проведення операцій по знищенню бойовиків на блокпостах та в районах їх базування.

## Нагороди
- Орден Богдана Хмельницького ІІІ ступеня, — за особисту мужність і героїзм, виявлені у захисті державного суверенітету та територіальної цілісності України, вірність військовій присязі під час російсько-української війни (27.5.2015)[1].
- Орден Данила Галицького — за особисту мужність і самовіддані дії, виявлені у захисті державного суверенітету та територіальної цілісності України, вірність військовій присязі  (20.6.2022)[2].